# Ricarda Niedergerke

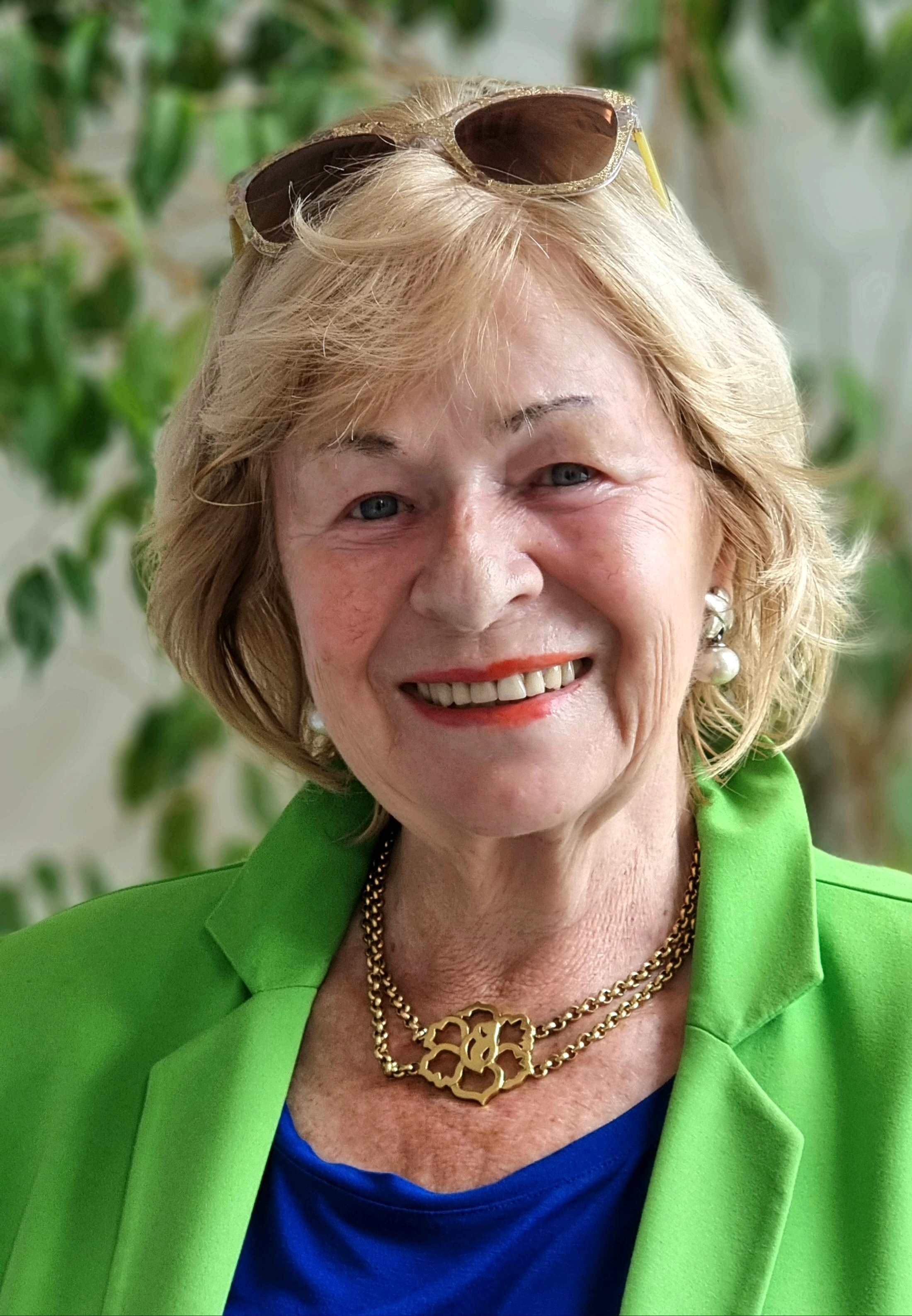
Ricarda Niedergerke (2024)

Ricarda Niedergerke, geborene Ricarda Albrecht (geboren 14. September 1943 in Erfurt), ist eine deutsche Frauenärztin und Stifterin.

## Leben
Ricarda Niedergerke wurde als viertes Kind des Mittelschullehrers Werner Albrecht und dessen Ehefrau Erna, geborener Röwer, in Erfurt geboren und evangelisch-lutherisch getauft. In ihrer Kindheit lebte sie mit ihrer Mutter und ihren Geschwistern in der DDR, bis die gesamte Familie eine Ausreisegenehmigung bekam und gemeinsam 1955 dem Vater, der in der Bundesrepublik ebenfalls als Mittelschullehrer tätig war, nach Osnabrück nachfolgen durfte. Dort besuchte Ricarda erst das Gymnasium für Mädchen, ab 1960 das Osnabrücker Neue Gymnasium für Mädchen, an dem sie 1964 ihr Abitur ablegte. Im selben Jahr begann sie ihr Studium der Medizin am Westfälische Wilhelms-Universität in Münster, an der sie 1967 ihr ärztliche Vorprüfung bestand. Im Folgejahr heiratete sie am 4. Oktober 1968 den Doktor Udo Niedergerke.
Sie promovierte 1971 zum Thema Zusammenstellung und Auswertung der vom Institut für Gerichtliche Medizin Münster sezierten Verkehrsopfer der Jahre 1958–1968 und arbeitete bis 1972 als Medizinalassistentin in Hannover, unter anderem an der Frauenklinik der Medizinischen Hochschule Hannover (MHH). Von 1972 bis 1977 durchlief sie eine Weiterbildung zur Fachärztin für Gynäkologie und Geburtshilfe in Hannover und Bochum.
1978 gründete Niedergerke ihre eigene Praxis in Hannover-Misburg, in der sie bis 2006 praktizierte.

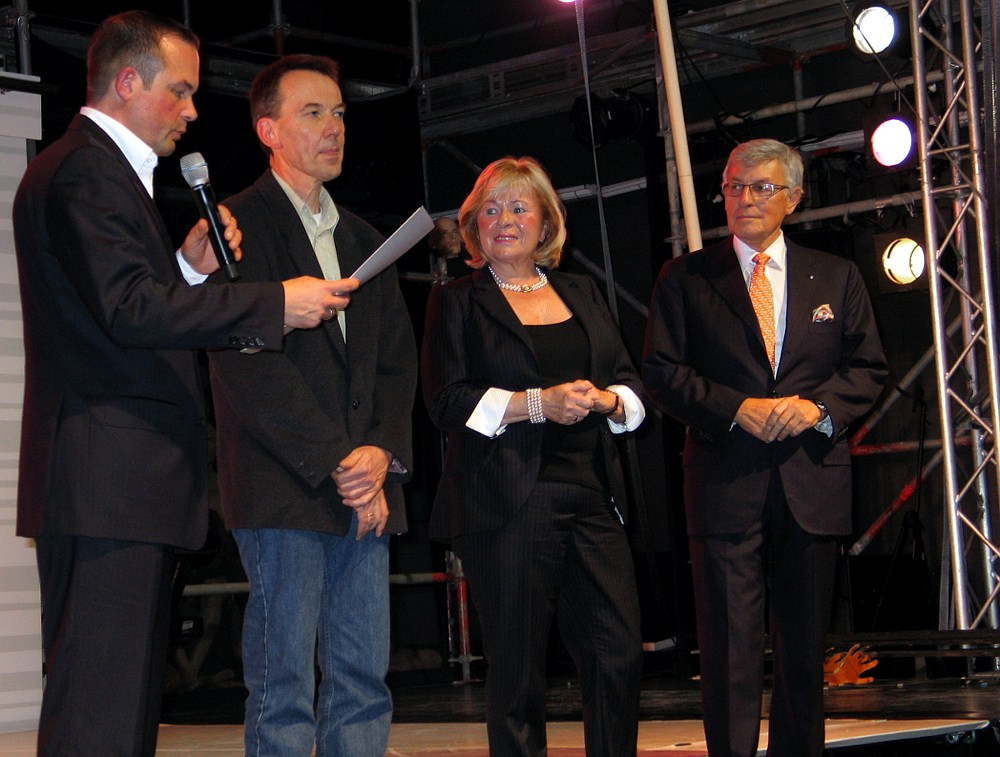
Stadtkulturpreis Hannover 2012, Orangerie Herrenhausen

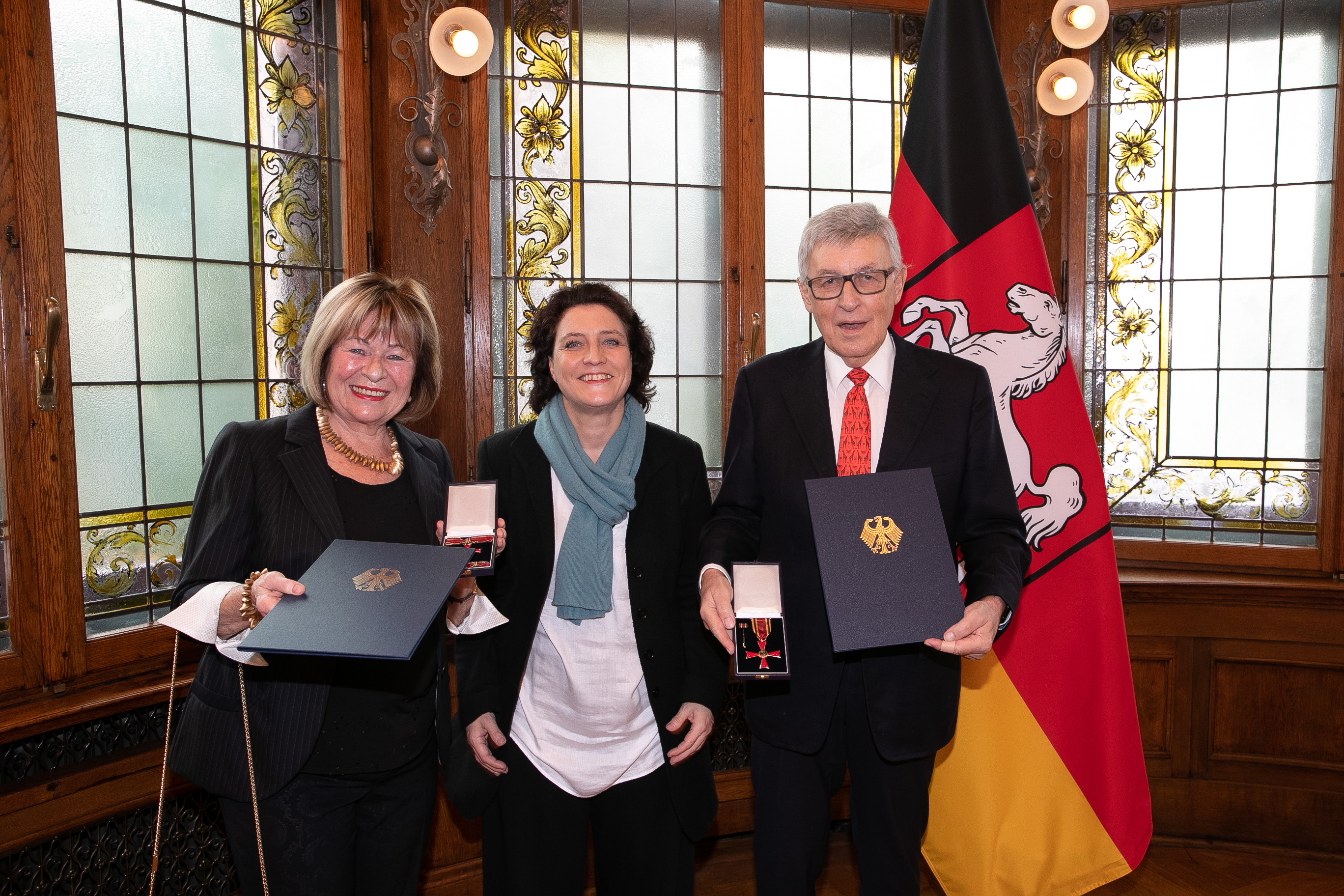
Bundesverdienstkreuzes am Bande, 2019 überreicht von Carola Reimann im Gästehaus der Niedersächsischen Landesregierung

2008 gründete sie gemeinsam mit ihrem Ehemann die Ricarda und Udo Niedergerke Stiftung als Treuhandstiftung der Bürgerstiftung Hannover.

## Auszeichnungen
- 2012: Stadtkulturpreis Hannover, Sonderpreis für herausragendes bürgerschaftliches Engagement[4]
- 2014: Verleihung der Stadtplakette Hannover für hervorragendes Wirken zum Wohle der Allgemeinheit[4]
- 2019: Bundesverdienstkreuz am Bande[4]
- 2024: Ehrenplakette der Ärztekammer Niedersachsen für besondere Verdienste[4]

## Schriften

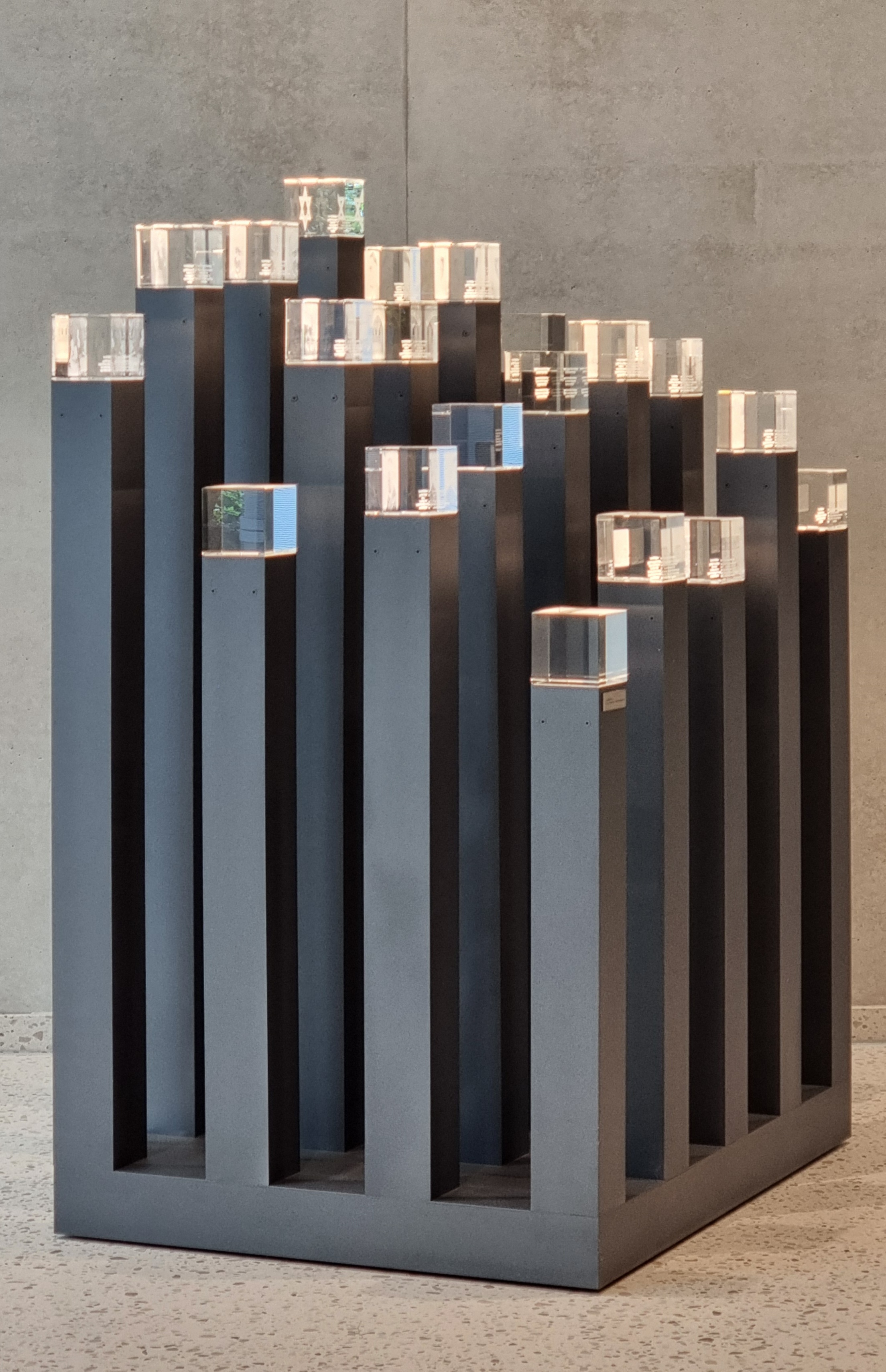
2008 von Ricarda und Udo Niedergerke gestiftetes Mahnmal zur Erinnerung an verfolgte jüdische Ärzte in Hannover;
aufgestellt bei der Ärztekammer Niedersachsen im Haus Berliner Allee 20

- Zusammenstellung und Auswertung der vom Institut für Gerichtliche Medizin Münster sezierten Verkehrsopfer der Jahre 1958–1968, Dissertation 1971 an der Medizinischen Fakultät der Universität Münster; Inhaltsverzeichnis